# Journal of Mathematical Physics
Journal of Mathematical Physics is een internationaal, aan collegiale toetsing onderworpen wetenschappelijk tijdschrift op het gebied van de mathematische fysica.
De naam wordt in literatuurverwijzingen meestal afgekort tot J. Math. Phys.
Het wordt uitgegeven door IOP Publishing namens het American Institute of Physics en verschijnt maandelijks.
Het eerste nummer verscheen in 1960.